# کروزادو نووو برزیل
کروزادو نووو برزیل (به انگلیسی: Brazilian cruzado novo) (به زبان بومی: cruzado brasileiro) با کد ایزوی BRN، یکای پول رایج در کشور برزیل است. مسئولیت کنترل این واحد پولی برعهدهٔ بانک مرکزی برزیل قرار دارد.